# Cèltica
Cèltica és el nom que denomina segons Plini el Vell a una zona del conventus hispalensis a la qual s'hi adscriurien les ciutats d'Acinippo (Ronda la Vieja, Ronda, Màlaga), Arunda (Ronda, Màlaga), Arucci (Aroche, Huelva), Turobriga (Llanos de San Mamés, Aroche, Huelva?), Lastigi, Salpènsa (Casa Coria, Utrera, Sevilla), Saepone (Vistalegre, Olvera, Càceres) i Serippo. La discontinuïtat geogràfica de les ciutats esmentades per Plini, així com la hipotètica filiació lingüística d'algun dels topònims, planteja dubtes d'interpretació.
La Cèltica o Betúria Cèltica, seria la zona oriental de la Betúria, el territori entre el Guadiana i el Guadalquivir poblat pels cèltics.